# Fight Ippatsu! Jūden-chan!!
Fight Ippatsu! Jūden-chan!! (jap. ファイト一発!充電ちゃん!!, Faito Ippatsu! Jūden-chan!!, dt. „Kämpfe, ein Schuss! Auflademädchen!!“) ist ein Manga von Bow Ditama, der auch als Anime-Serie verfilmt wurde.

## Handlung
Die Reihe handelt von den „Auflademädchen“ (充電ちゃん, jūden-chan), insbesondere der Protagonistin Plug Cryostat (ぷらぐ・クライオスタット, Puragu Kuraiosutatto), die aus einer weit fortgeschrittenen Parallelwelt namens Life Core (ライフ・コア, Raifu Koa) kommen und für das dortige Unternehmens Neodym (ネオジム, Neojimu) arbeiten. Ihre Aufgabe ist es, in der Menschenwelt, in der sie selber unsichtbar sind, depressive oder unglückliche Personen zu suchen und diesen wieder Lebensenergie zu geben. Die Menschen werden dabei klassifiziert von „F“ für glücklich, über „C“ für unglücklich bis „A“ für selbstmordgefährdet. Lebensenergie wird diesen dann zugeführt, indem die Auflademädchen aus einer nahen Elektrizitätsquelle einen großen Stecker ziehen und damit die Menschen aufladen.

## Manga
Der Manga wurde von Bow Ditama geschrieben und gezeichnet und erschien ab 2006 in Wani Books’ monatlichem Manga-Magazin Comic Gum. Er endete in der am 26. Oktober 2013 veröffentlichten Ausgabe 12/2013 des Magazins.
Die Kapitel wurden zudem in insgesamt zehn (Tankōbon) zusammengefasst:
- Band 01, 10. Juli 2006, ISBN 4-8470-3552-6
- Band 02, 24. März 2007, ISBN 978-4-8470-3593-7
- Band 03, 25. September 2007, ISBN 978-4-8470-3616-3
- Band 04, 10. Juli 2008, ISBN 978-4-8470-3640-8
- Band 05, 23. Januar 2009, ISBN 978-4-8470-3668-2
- Band 06, 19. September 2009, ISBN 978-4-8470-3700-9
- Band 07, 25. Oktober 2010, ISBN 978-4-8470-3753-5
- Band 08, 24. September 2011, ISBN 978-4-8470-3789-4
- Band 09: 25. Juli 2012, ISBN 978-4-8470-3821-1 (reguläre Ausgabe), ISBN 978-4-8470-3822-8 (limitierte Ausgabe)
- Band 10: 28. Januar 2014, ISBN 978-4-8470-3906-5 (reguläre Ausgabe), ISBN 978-4-8470-3907-2 (limitierte Ausgabe mit Blu-ray)

Dem letzten Band ist bei der limitierten Ausgabe eine Blu-ray mit den sechs Bonusfilmchen der Anime-Serien-DVDs beigelegt.

## Anime
Der Manga wurde von Studio Hibari unter der Regie von Shin’ichirō Kimura als Anime-Serie adaptiert. Das Character Design stammt von Atsuko Watanabe. Die Erstausstrahlung fand landesweit in Japan vom 25. Juni bis zum 10. September 2009 auf dem Satellitensender AT-X statt. Von Oktober bis Dezember 2009 fanden Ausstrahlungen auf den terrestrischen Regionalsendern TV Kanagawa, TV Saitama, Chiba TV und Tokyo MX in der Kantō-Region und KBS Kyōto in der Präfektur Kyōto in der Kansai-Region statt.
Eine englisch untertitelte Fassung namens Charger Girl Ju-den Chan wurde vom 8. Juli bis zum 9. September 2009 auf Crunchyroll gestreamt. Dabei wurde auf eine bearbeitete Fassung zurückgegriffen, die später so oder ähnlich auch auf den terrestrischen japanischen Sendern verwendet wurde. Die Änderungen betrafen die Etchi-Szenen des Werkes, d. h. Nacktszenen als Fanservice wurden entschärft, aber auch einige Szenen, in denen die Figuren vor Schreck oder Angst urinieren; ein Motiv, das häufig im Werk Bow Ditamas vorkommt.
Der Anime weicht an einigen Stellen vom Manga ab. So rettet Plug im ersten Manga-Kapitel Sentos und Hakones Vater das Leben, während der Vater im Anime nicht vorkommt und Plug hier an seiner statt Hakone rettet. Andererseits kommt die Figur des Entlademädchens Rona nur im Anime vor.
Die Serie erschien vom 18. Dezember 2009 bis zum 28. Mai 2010 in Japan auf sechs DVDs. Auf jeder befand sich zusätzlich noch eine sieben Minuten lange Bonusepisode.

### Synchronisation
| Name            | Japanischer Sprecher (Seiyū) |
| --------------- | ---------------------------- |
| Plug Cryostat   | Kaori Fukuhara               |
| Arresta Blanket | Ayahi Takagaki               |
| Sento Ōmi       | Hiroki Takahashi             |
| Hakone Ōmi      | Ui Miyazaki                  |
| Iono Tomonaga   | Sayuri Yahagi                |
| Pulse Trans     | Michie Tomizawa              |
| Kuran Shunt     | Ai Shimizu                   |
| Reika Galvini   | Ayako Kawasumi               |
| Rona Elmo       | Aya Hirano                   |

### Musik
Die Musik der Serie stammt von Akifumi Tada. Sowohl der Vorspann Charge! als auch der Abspann Onegai Sweet heart (お願いSweet heart) wurden von Tomomi Mochizuki geschrieben. Ersterer nennt „Plug (Kaori Fukuhara) & Arresta (Ayahi Takagaki)“ als Sängerinnen und letzterer „Plug (Kaori Fukuhara)“. Die japanischen terrestrischen Sender verwandten für die Folgen 3 bis 9 andere Stücke: für den Vorspann BouNce♡BaCk mit „Plug (Kaori Fukuhara)“ und für den Abspann TeCh=NoloGy mit „Arresta (Ayahi Takagaki)“. Diese wurden von Ryo komponiert und von 妃浦望巳 getextet.